# 千駄木
千駄木（せんだぎ）は、東京都文京区の町名。現行行政地名は千駄木一丁目から千駄木五丁目。住居表示実施済区域。
東京都区部のほぼ中心に存する文京区の北東端、JR東日本山手線の内側に位置している。東京メトロ千代田線の千駄木駅が所在し、JR東日本・京成電鉄（成田スカイアクセス線）の日暮里駅、東京メトロ南北線の本駒込駅などの鉄道駅にも近いため、交通至便な地域である。
東京都都市整備局が2004年に策定した「東京都市計画 都市計画区域の整備、開発及び保全の方針」において、千駄木は、隣接する根津・谷中(谷根千)などとともに、歴史・文化、多様な都心居住などの魅力的で個性的な街が存在するエリア、居住機能を中心に既存のストックを活かしながら、豊かな都市環境が形成されているエリアとされている。
なお、文京区立本郷図書館があることからも分かるように、かつては本郷区に存し、明治22年（1889年）に東京市制が施行された最初の15区の区域（いわゆる東京15区）であった。

## 概要
日本医科大学が明治43年（1910年）3月に私立東京医学校を合併し、10月、私立東京医学校跡地（現：千駄木校舎）に移転。
メディア等で「谷根千」とひと括りで紹介される事が多い谷中、根津、千駄木は、レトロな建物や歴史的建造物、史跡などが比較的残された情緒あふれる地域として知られ、近年は、昔の建物をリノベーションした新しい雑貨店や飲食店等のショップが増えた事から、観光客が多く訪れる観光地としての側面が強くなってきており、公益財団法人東京観光財団のウェブサイトやLonely Planetなどの海外の旅行ガイドブックにおいても、東京都の代表的な観光エリアの一つとして、「谷中・根津・千駄木」が挙げられている。江戸時代の区分では、谷中、根津、千駄木はそれぞれ谷中村由来の寺町（と農村）、根津神社の門前町、駒込村由来の（下級）武家町であるので、「下町」ではなかった。
特に千駄木は東京大学（東京帝国大学）、東京芸術大学（東京美術学校、東京音楽学校）等の高等教育機関が近く、森鷗外、夏目漱石、北原白秋、高村光太郎、川端康成など多くの文人が居を構えるだけでなく、著名な建築家である中條精一郎（慶應義塾大学図書館等を設計、娘は作家の宮本百合子）や渡辺仁（銀座和光や東京国立博物館本館を設計）も居を構え、地形的にも高台付近は本郷台地の端であるため、本来の「山の手」に含まれる。
第68・69代内閣総理大臣大平正芳の邸宅も現：千駄木三丁目にあった。千駄木三丁目は、林町と呼ばれ、多くの文化人だけではなく、実業家も多く住んだ。旧安田楠雄邸庭園が面している通りは、かつては川崎銀行や岡本銀行などいくつかの銀行の頭取などが居を構えたことから、「銀行通り」とも呼ばれ、現在も閑静な住宅地である。日本鉄道会社の副社長を経て東京瓦斯の社長になった実業家の久米良作も居を構えていた。
五代目古今亭志ん生は1945年から1951年まで千駄木に住んでいた。天外天の総料理長・中川優は赤坂四川飯店で11年（内5年間は料理長）活躍した後、この地で独立した。また、江戸川乱歩が探偵・明智小五郎を初めて登場させた作品「D坂の殺人事件」の「D坂」とは千駄木にある「団子坂」の事であり、江戸川乱歩自身も千駄木で古本屋「三人書房」を開店していた。

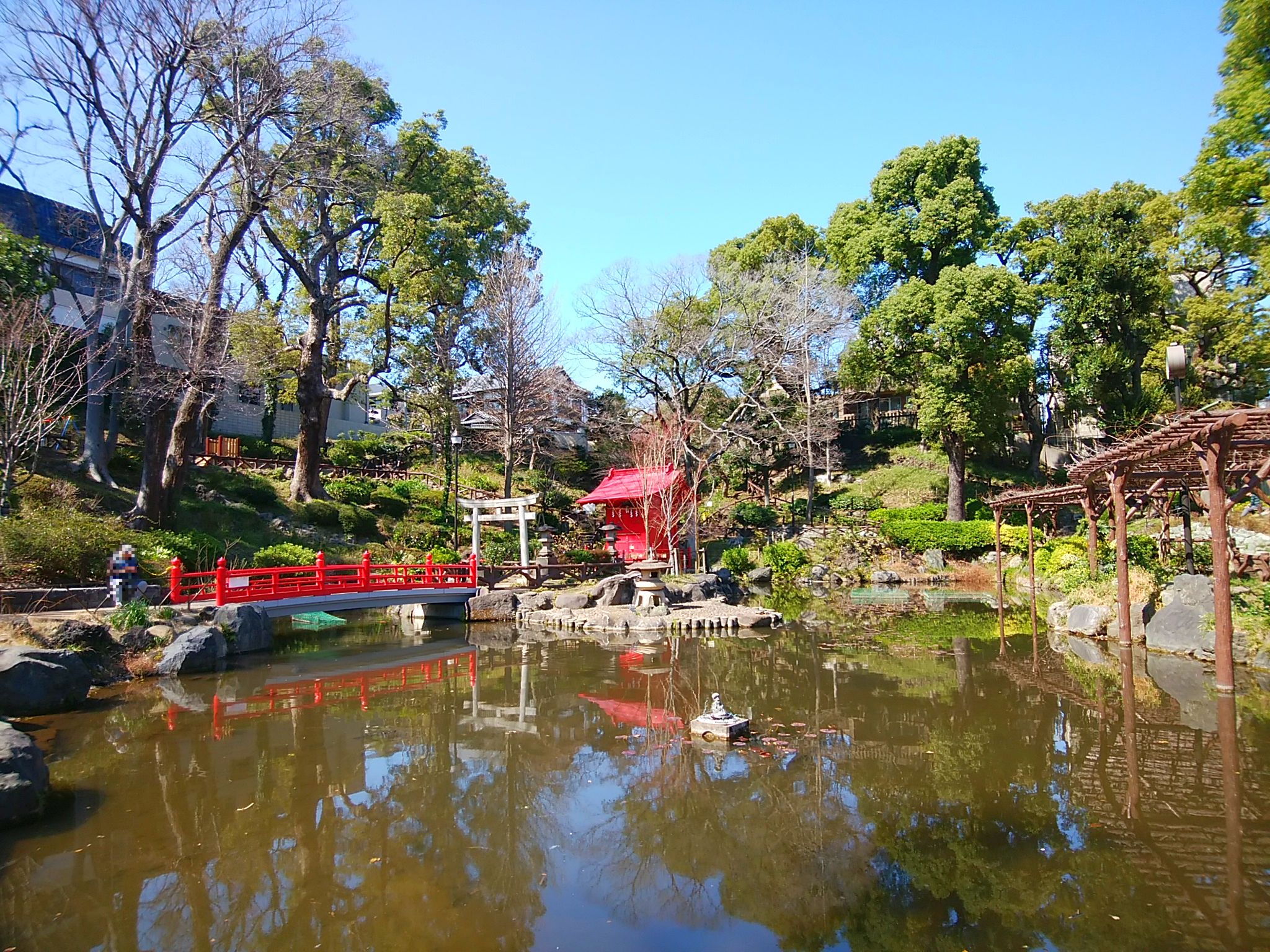
文京区立須藤公園（江戸時代の加賀藩の支藩の大聖寺藩の屋敷跡。昭和8年（1933年）に須藤家が公園用地として東京市に寄付。）
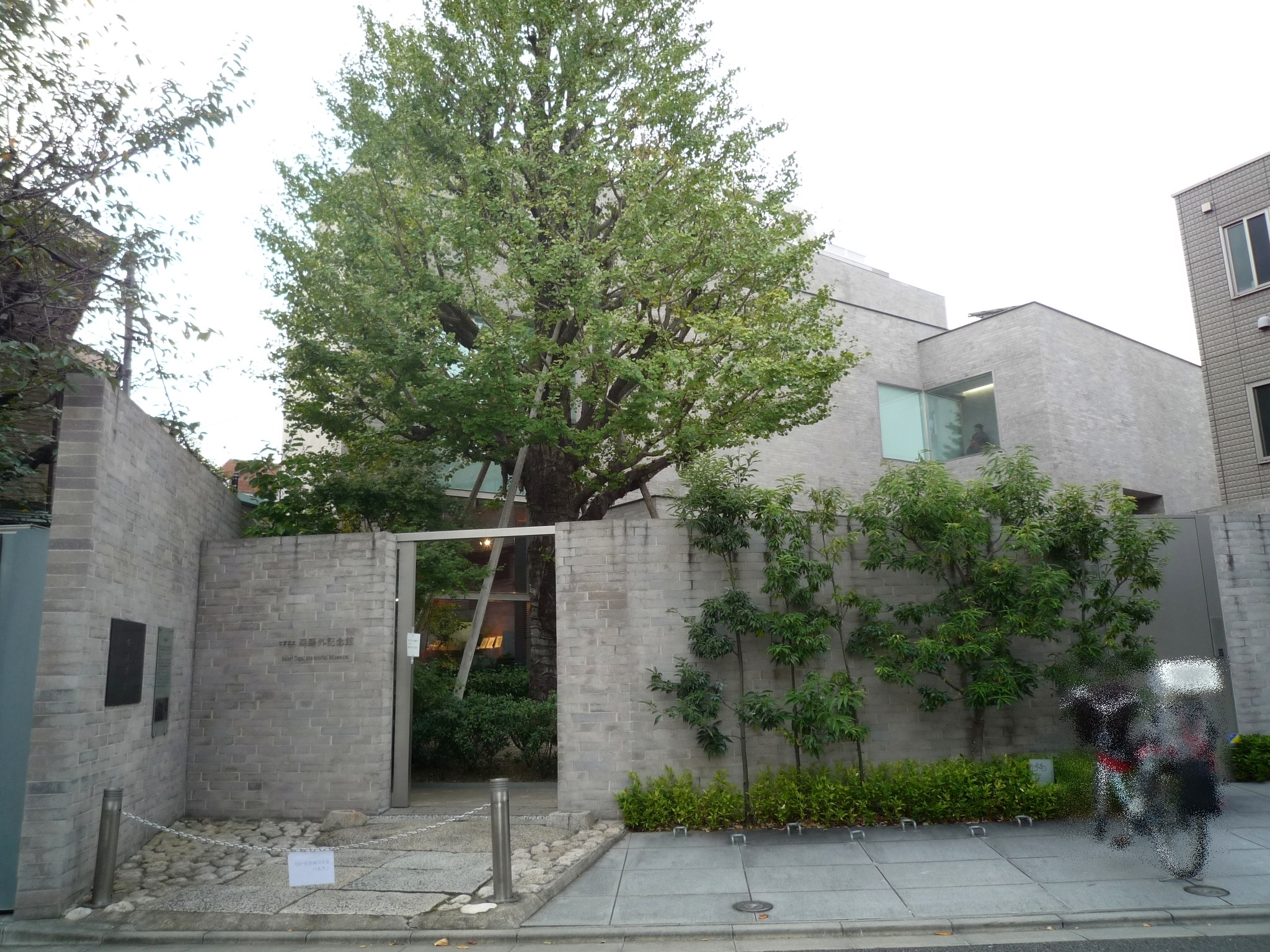
文京区立森鷗外記念館（記念館が建つ場所は、森鷗外の旧居「観潮楼」跡地。観潮楼正門の門柱跡や森鷗外ゆかりの大イチョウが今でも残る。カフェを併設。）
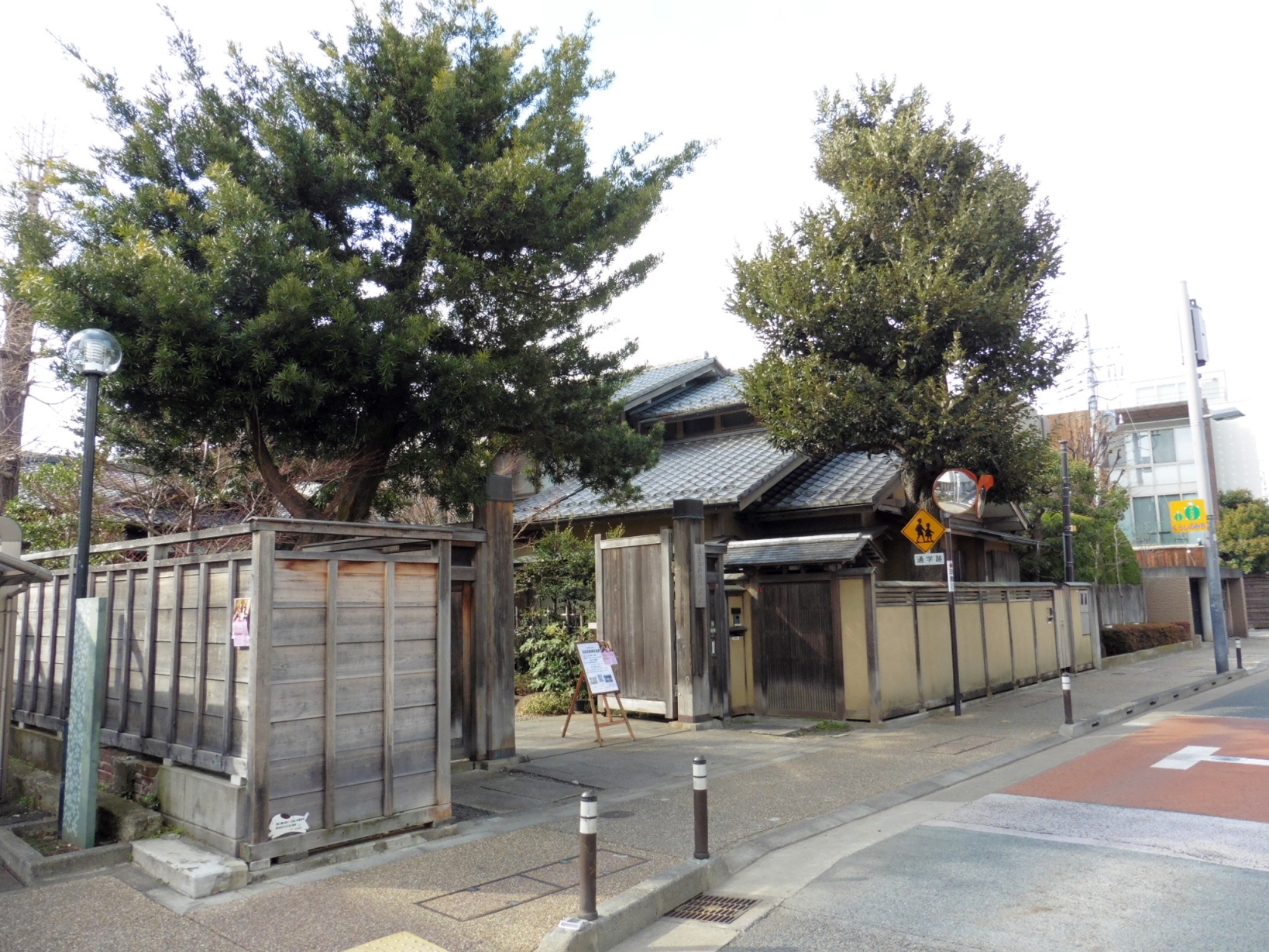
旧安田楠雄邸庭園（大正12年[1923年]、安田財閥の創始者安田善次郎の娘婿善四郎が購入。公益財団法人日本ナショナルトラストに寄贈され、修復管理し公開。）
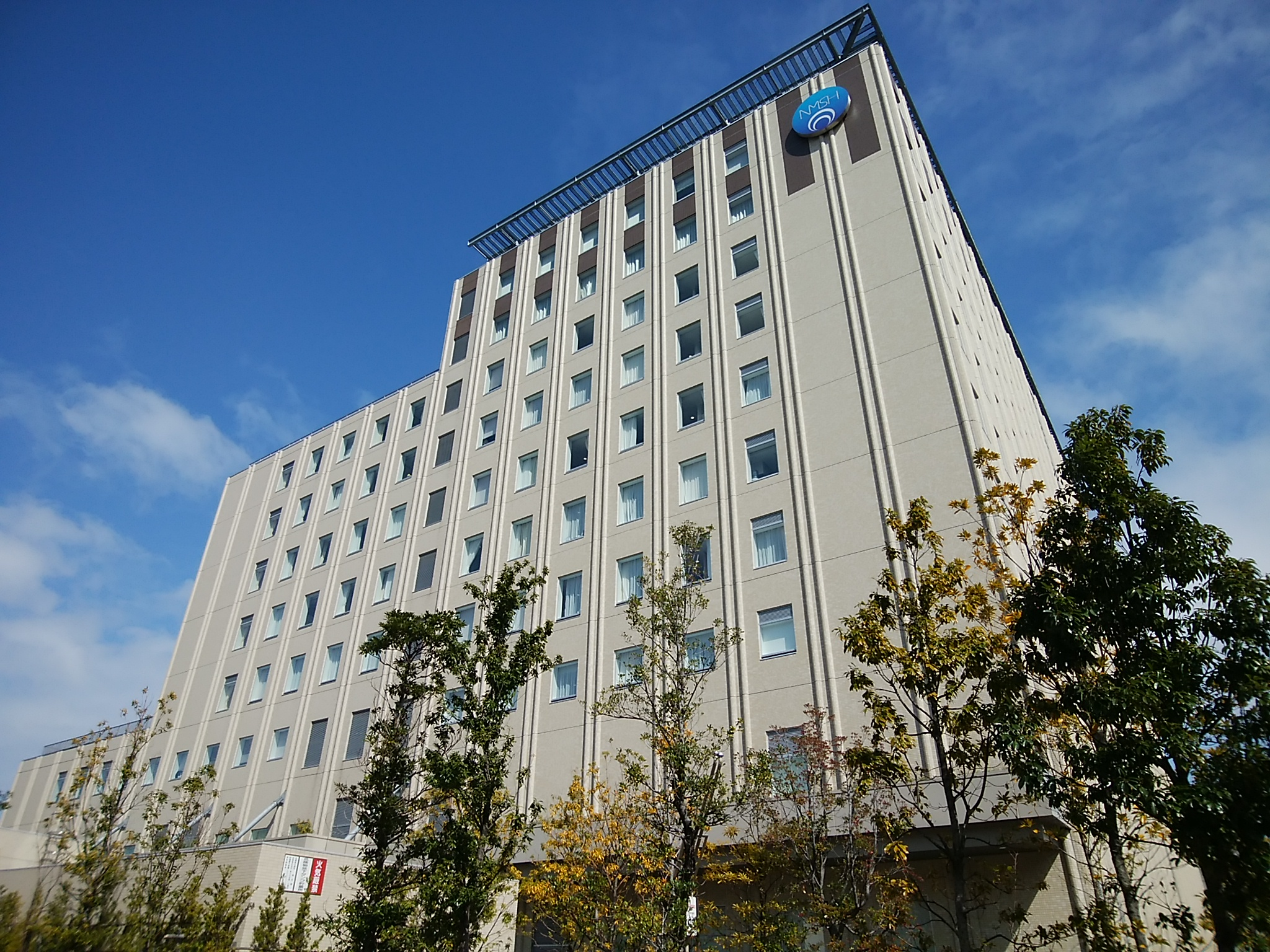
日本医科大学付属病院（1910年、「日本医学校付属病院」として開設。1977年1月、日本初の救急救命センター設置認可＜厚生省認可第一号＞。）
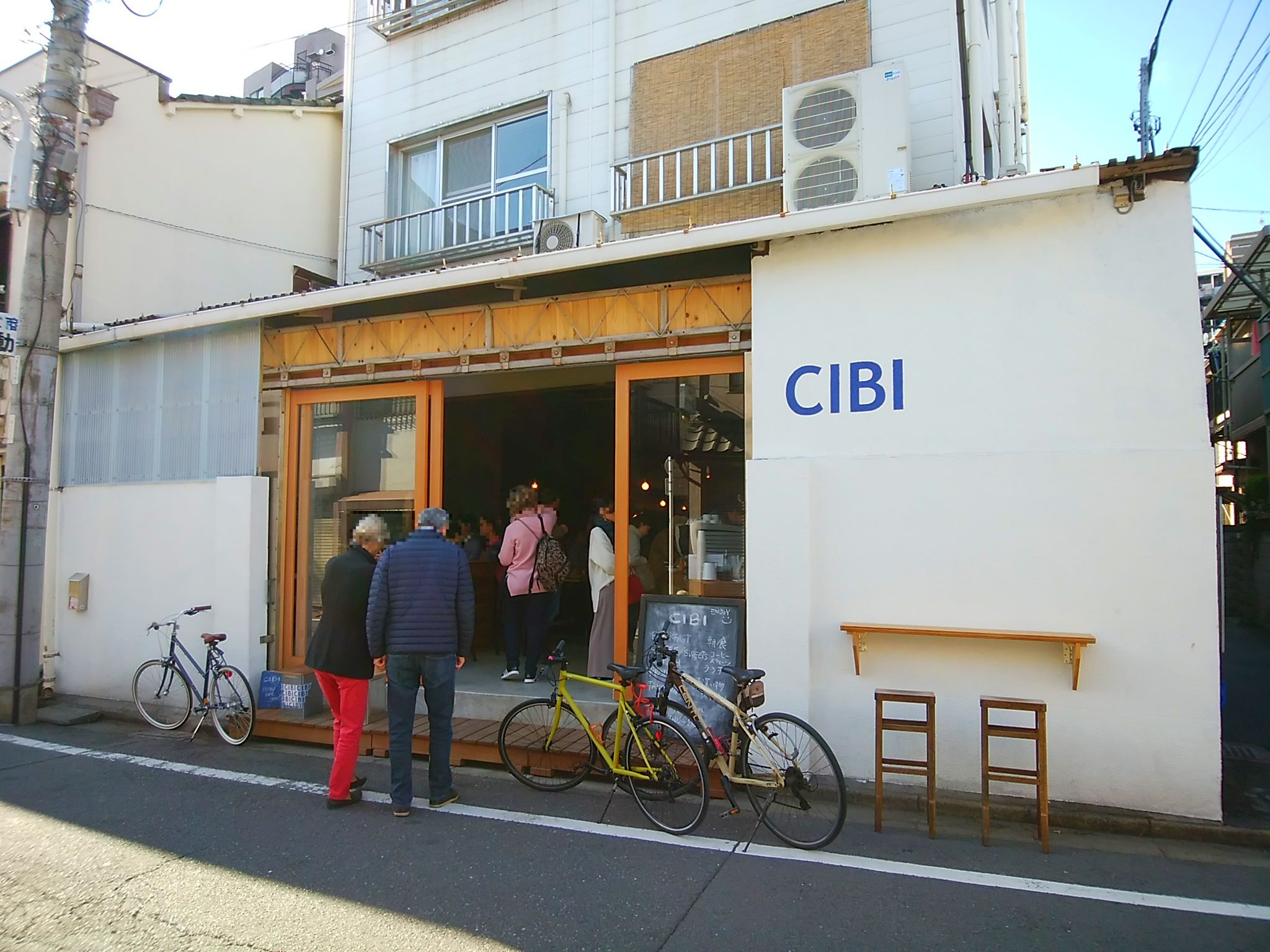
倉庫をリノベーションしたカフェ（千駄木三丁目・よみせ通り）

## 地価
住宅地の地価は、令和7年（2025年）の公示地価によれば、文京区千駄木3-7-5（標準地番号：文京-17）の地点で128万0000円/m2、令和6年（2024年）の基準地価によれば、千駄木1-11-8（基準地番号：文京-4）の地点で114万0000円/m2となっている。
また、商業地の地価は、令和7年（2025年）の公示地価によれば、文京区千駄木3-40-2（標準地番号：文京5-9）の地点で179万0000円/m2、令和6年（2024年）の基準地価によれば、千駄木3-40-2（基準地番号：文京5-7）の地点で167万0000円/m2となっている。

## 歴史

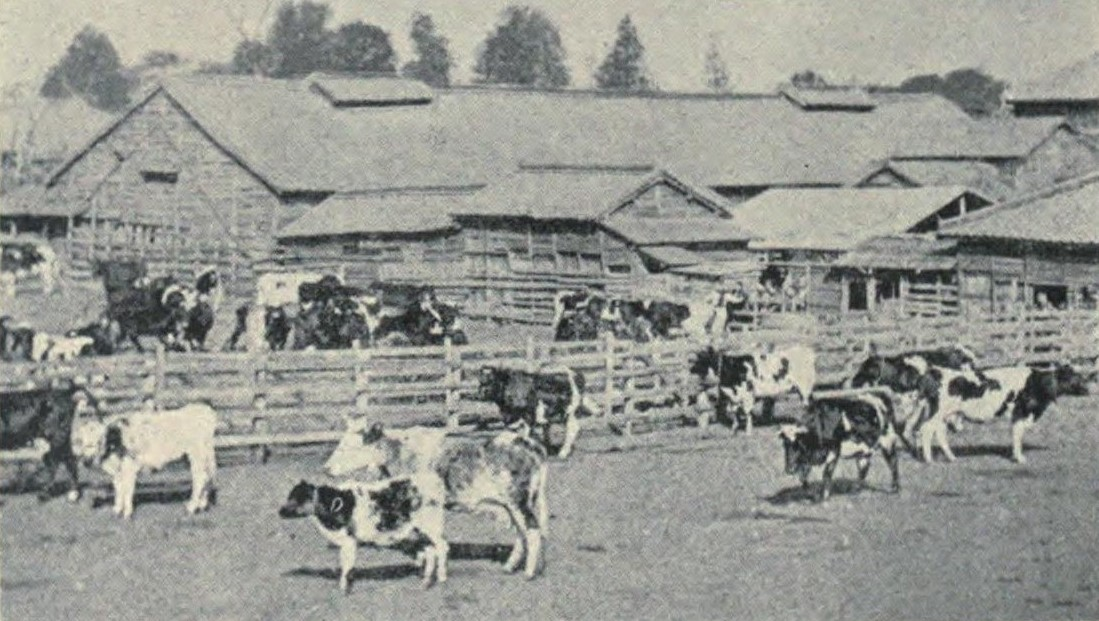
駒込林町（現：千駄木5丁目）にあった搾乳場「楽牛園」。明治時代

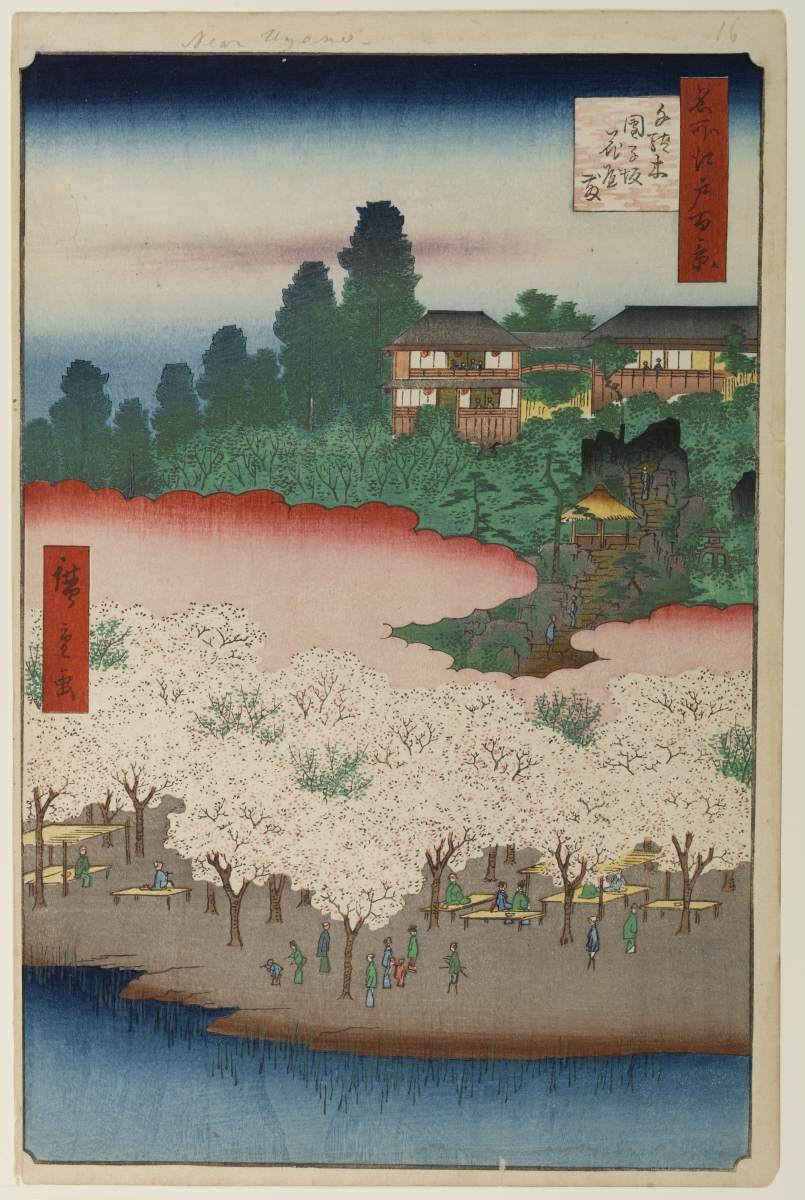
歌川広重「名所江戸百景」

- 古くは駒込村の一部で、名前の由来は、雑木林で薪などを伐採、その数が千駄にも及んだからという説や、室町時代の武将・太田道灌がセンダン（栴檀）の木を植えた地であり、この栴檀木が転訛したとの説があるが、柳田國男は『母の手毬歌』の中で、雨乞いの儀式「千駄焚き」（センダキと発音する地域が多い）と関連付けている。
- 江戸時代の古地図の下駒込村内に「上野東漸院持ち駒込千駄木御林」・「上野寒松院持ち駒込千駄木御林」の記載があり、ここから雑木を切り出して寛永寺の護摩の木や煮炊きに用いていた。明治以降は雑木林を切り拓いて、駒込林町と称された文化人が多い閑静な住宅地へと変貌した[27]。
- 旗本小笠原順三郎邸など、かつて坂上に徳川家康に仕えた武家の屋敷があり、明治期以降は多くの文化人、政財界の著名人が居を構えるお屋敷街となる。1745年に町奉行支配となった町名に駒込千駄木町・駒込千駄木坂下町・駒込千駄木下町の名がある。千駄木坂下町の小笠原邸跡には、明治初期に旧豊後府内藩主だった大給家（元：松平家）が屋敷を移したことから、「大給坂」と名付けられた[28]。その後、大給家の屋敷はのちの内閣総理大臣、大平正芳の邸宅になり、現在は邸宅跡地の一部が児童遊園として近隣に開放され、歴史ある立派な大イチョウがかつての面影を今に伝えている[29]。
- 文京区立須藤公園は、江戸時代の加賀藩の支藩の大聖寺藩の屋敷跡であり、その後、政治家の品川弥二郎の邸宅、実業家の須藤吉左衛門の邸宅を経て、須藤家から東京市に寄付されたものである[20]。千駄木ふれあいの杜も、太田道灌の子孫である太田摂津守の下屋敷跡であり、かつての屋敷内の緑が残されている貴重な緑地であるが、2001年に所有者の好意により文京区との間の市民緑地契約に基づき一般公開され、現在は所有者から寄附を受けた文京区が都市公園として設置している[30]。
- 江戸時代に景勝地として知られていた団子坂は、世界的に著名な浮世絵師である歌川広重により、連作「名所江戸百景」の中で、「千駄木団子坂花屋敷」として描かれている[31]。団子坂で幕末から明治期にかけて毎年秋に行われた「菊人形」は、多くの見物客を集めた一大観光イベントであった[32][33]。
- 日本政策金融公庫駒込高風荘のある場所は、高位の女官で明治天皇の側室でもあった花松典侍が、明治天皇の死後に住んでいた邸宅跡地である[34]。
- 1923年に発生した関東大震災では、千駄木を含む、いわゆる谷根千の町はほとんど家は倒れず町も焼けなかった。谷根千の町が焼けなかったのは不忍池の水と上野公園の緑、谷中霊園の緑があったことも理由として考えられている[35]。
- 1945年の太平洋戦争における空襲では、一部の地区で直撃弾を受けて多くの方が亡くなっており、高村光太郎のアトリエも空襲により焼失した[36]。
- 1965年4月1日、住居表示実施。駒込林町・駒込坂下町の大部分に駒込千駄木・駒込動坂町の各一部を合わせた町域を1-5丁目に分けて現行の「千駄木」となった。

## 世帯数と人口
2025年（令和7年）3月1日現在（文京区発表）の世帯数と人口は以下の通りである。
| 丁目         | 世帯数     | 人口     |
| ------------ | ---------- | -------- |
| 千駄木一丁目 | 831世帯    | 1,717人  |
| 千駄木二丁目 | 2,690世帯  | 4,631人  |
| 千駄木三丁目 | 3,926世帯  | 6,764人  |
| 千駄木四丁目 | 1,886世帯  | 3,309人  |
| 千駄木五丁目 | 2,431世帯  | 4,928人  |
| 計           | 11,764世帯 | 21,349人 |

### 人口の変遷
国勢調査による人口の推移。
| 年                 | 人口   |
| ------------------ | ------ |
| 1995年（平成7年）  | 17,216 |
| 2000年（平成12年） | 18,207 |
| 2005年（平成17年） | 18,773 |
| 2010年（平成22年） | 20,120 |
| 2015年（平成27年） | 20,476 |
| 2020年（令和2年）  | 21,641 |

### 世帯数の変遷
国勢調査による世帯数の推移。
| 年                 | 世帯数 |
| ------------------ | ------ |
| 1995年（平成7年）  | 8,019  |
| 2000年（平成12年） | 9,065  |
| 2005年（平成17年） | 9,632  |
| 2010年（平成22年） | 10,793 |
| 2015年（平成27年） | 10,932 |
| 2020年（令和2年）  | 11,951 |

## 学区
区立小・中学校に通う場合、学区は以下の通りとなる（2020年9月現在）。
なお、文京区立汐見小学校の校地は、かつては白井遠平氏が所有する邸宅であったが、近所の人が喜ぶならということで白井氏の厚意により1,800坪の土地が破格の値段で当時の本郷区へ売却されたものである。
| 丁目         | 番地 | 小学校               | 中学校             |
| ------------ | --- | -------------------- | ------------------ |
| 千駄木一丁目 | 全域 | 文京区立汐見小学校   | 文京区立第八中学校 |
| 千駄木二丁目 | 1〜28番 29番2号（一部） 29番6〜7号 30〜31番 32番5〜6・8号 33番 34番1〜3・8〜14号 35番2〜4・8〜14号 36〜49番 | 文京区立汐見小学校   | 文京区立第八中学校 |
| 千駄木二丁目 | 29番2号（一部） 29番4号 32番3・4号 34番4〜7号 35番6〜7号                                                    | 文京区立汐見小学校   | 文京区立文林中学校 |
| 千駄木三丁目 | 27番9〜11号 28番1〜6号 28番7号（一部） 28番10〜14号 29〜42番                                                | 文京区立汐見小学校   | 文京区立文林中学校 |
| 千駄木三丁目 | 1〜26番 27番7〜8号 28番7号（一部） 28番8〜9号 43〜52番                                                      | 文京区立千駄木小学校 | 文京区立文林中学校 |
| 千駄木四丁目 | 全域 | 文京区立千駄木小学校 | 文京区立文林中学校 |
| 千駄木五丁目 | 2番8号（一部） 2番9号 6番1〜8号・25・27号 7〜50番                                                           | 文京区立千駄木小学校 | 文京区立文林中学校 |
| 千駄木五丁目 | 2番2〜7・10〜21号 2番8号（一部） 3〜5番 6番9〜17号                                                          | 文京区立汐見小学校   | 文京区立文林中学校 |
| 千駄木五丁目 | 1番 | 文京区立汐見小学校   | 文京区立第八中学校 |

## 交通
- 鉄道
  - 千駄木駅（ 東京メトロ千代田線）
  - 日暮里駅（東日本旅客鉄道（JR東日本）・ 山手線、 京浜東北線、 常磐線、京成電鉄・ 本線、 成田スカイアクセス、東京都交通局  日暮里・舎人ライナー） - 所在地は荒川区西日暮里
  - 西日暮里駅（ 東京メトロ千代田線、JR東日本・ 山手線、 京浜東北線、東京都交通局  日暮里・舎人ライナー） - 所在地は荒川区西日暮里
  - 田端駅（JR東日本・ 山手線、 京浜東北線） - 所在地は北区東田端
  - 本駒込駅（ 東京メトロ南北線） - 所在地は文京区向丘
  - 白山駅（ 都営地下鉄三田線） - 所在地は文京区白山五丁目
- バス
  - 「団子坂下」停留所（都営バス「上58系統」早稲田行/上野松坂屋前行、「草63系統」浅草寿町行/池袋駅東口行）
  - 「千駄木駅（団子坂下）」停留所（文京区コミュニティバスBーぐる「千駄木・駒込ルート」）
  - 「千駄木駅」停留所（台東区循環バス めぐりん「東西めぐりん」）
- 道路
  - 一般道路
    - 不忍通り（東京都道437号秋葉原雑司ヶ谷線）
    - 本郷通り

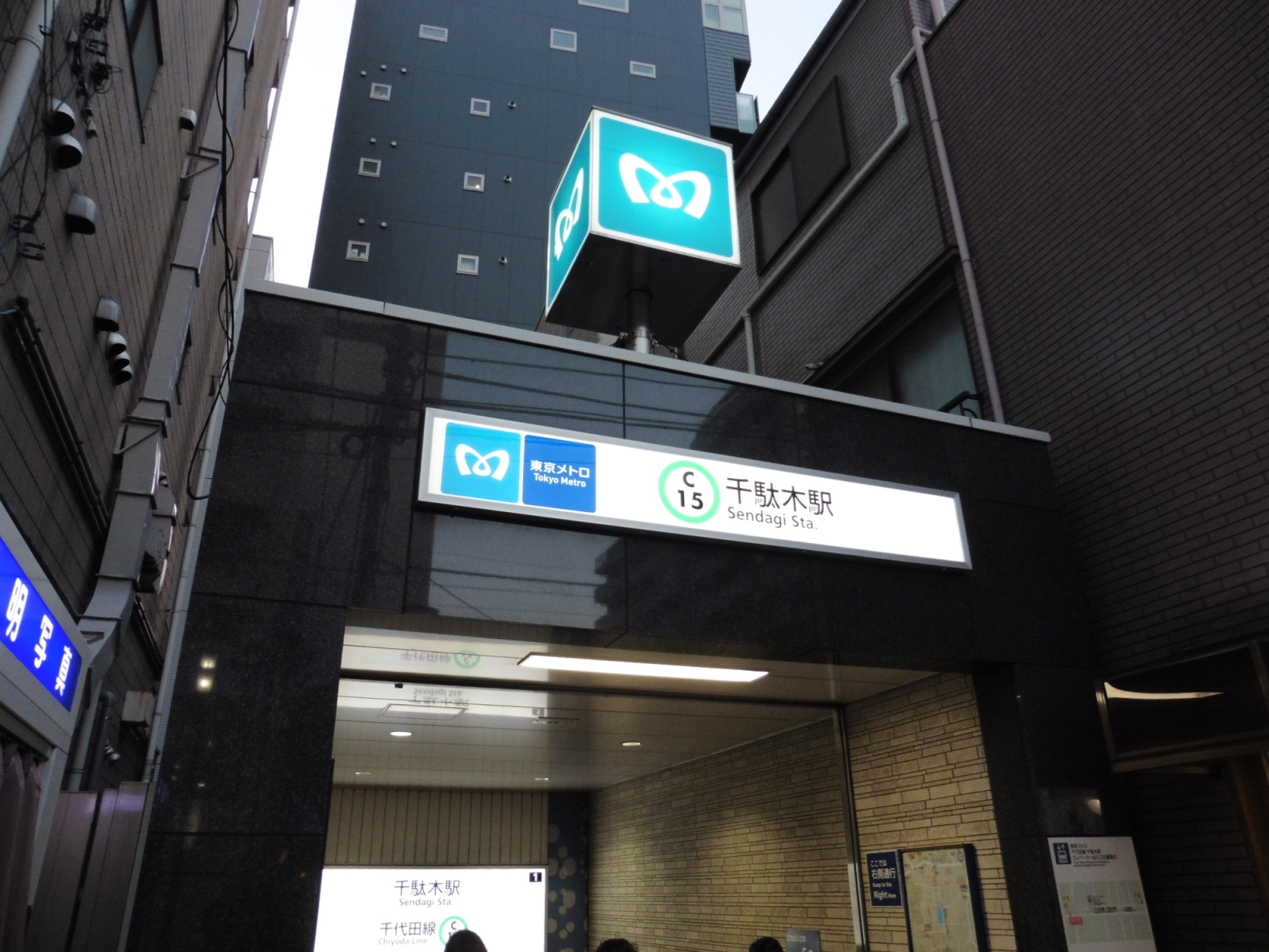
東京メトロ千代田線千駄木駅出入口1（2018年3月）
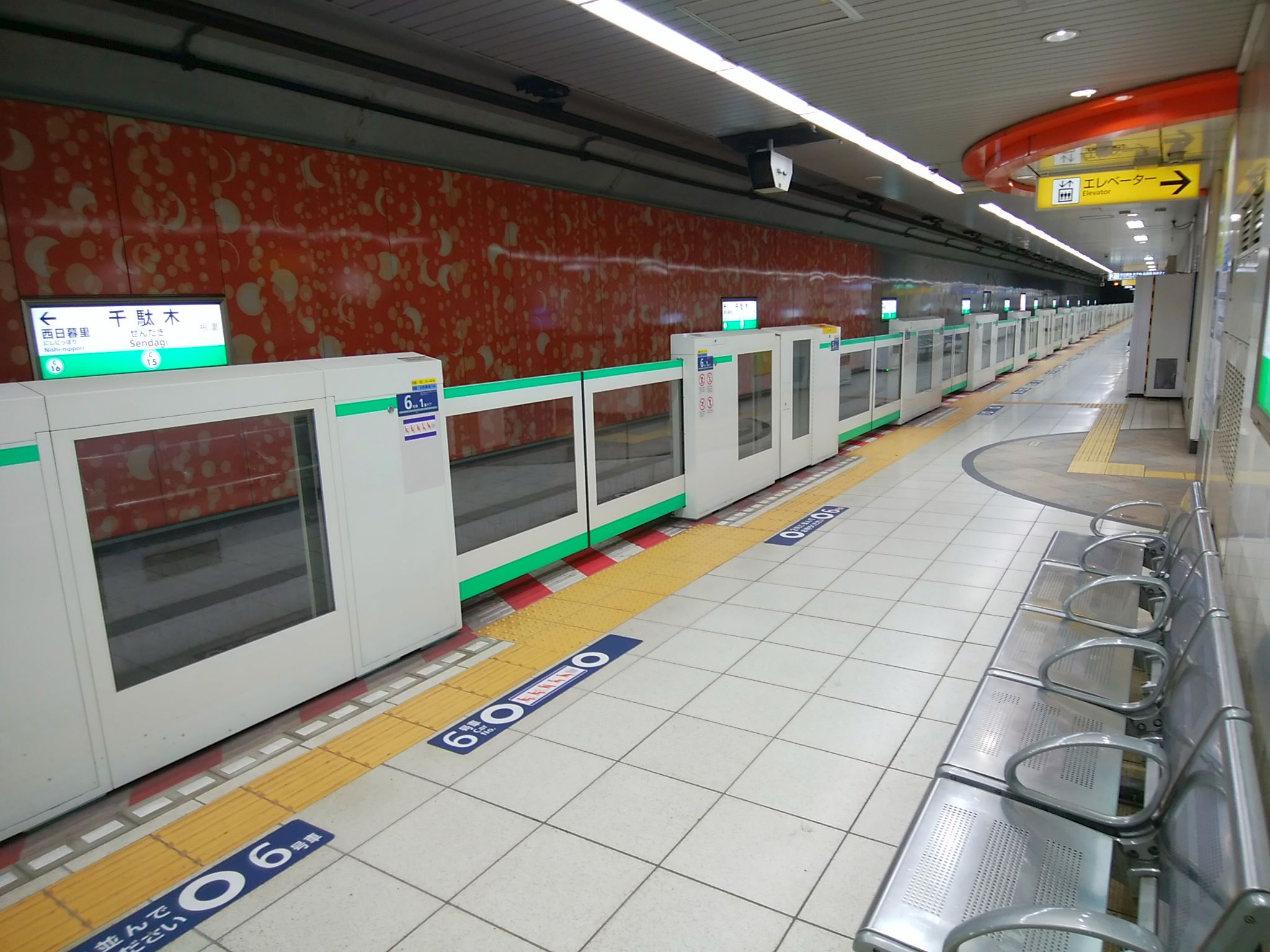
東京メトロ千代田線千駄木駅プラットホーム（2020年3月）※2019年3月ホームドア設置
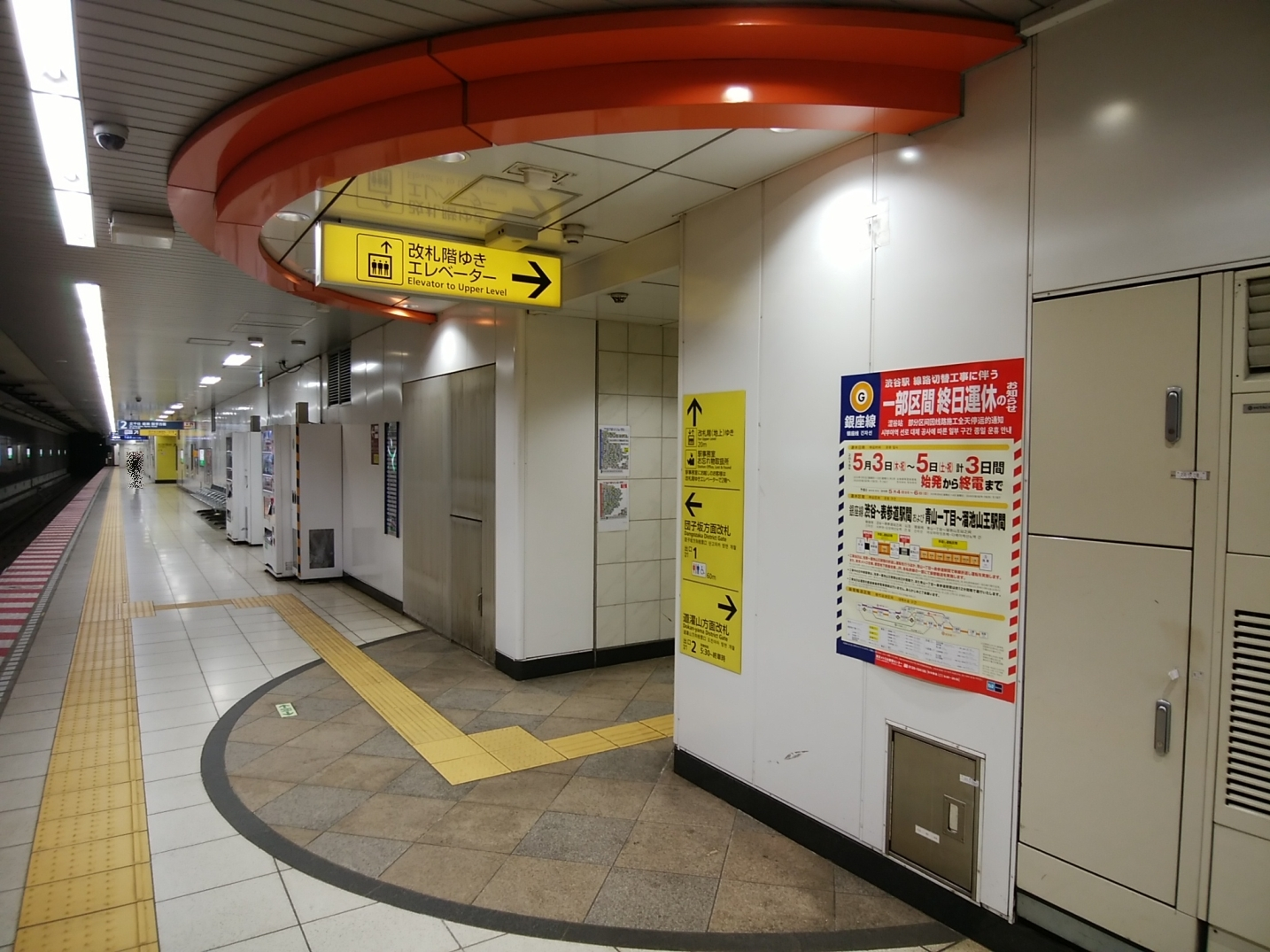
東京メトロ千代田線千駄木駅エレベータ専用改札等行きエレベータ プラットホーム側出入口（2018年3月）
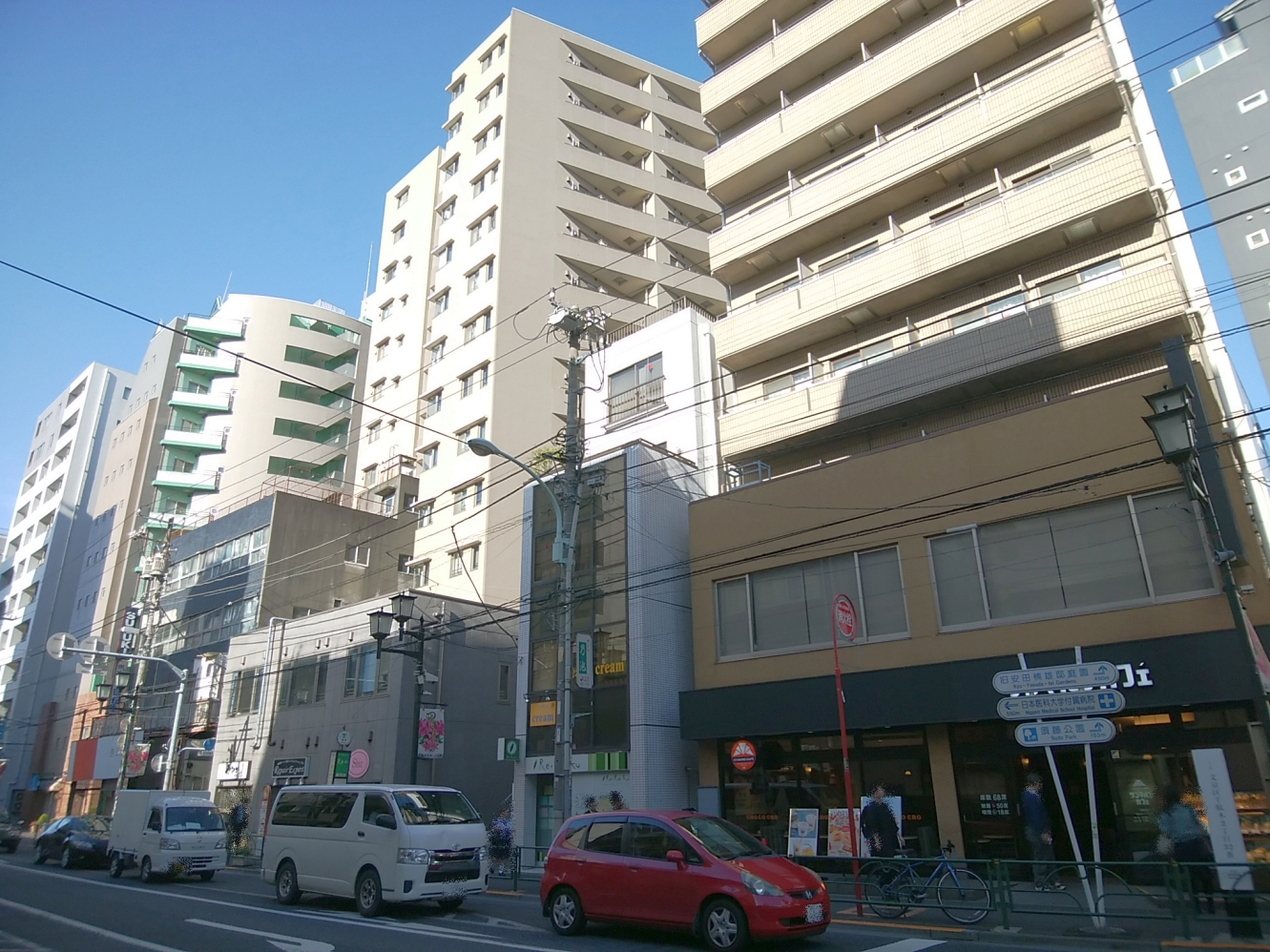
東京メトロ千代田線千駄木駅 出入口1南側至近の街並み【右から「レガシー千駄木」（1階…サンマルクカフェ）、「カトロス千駄木」、「サンウッド文京千駄木フラッツ」（1階…やなか珈琲店等）、「吉江ビル」（1階…おにぎりカフェ利さく等）】（2018年4月）
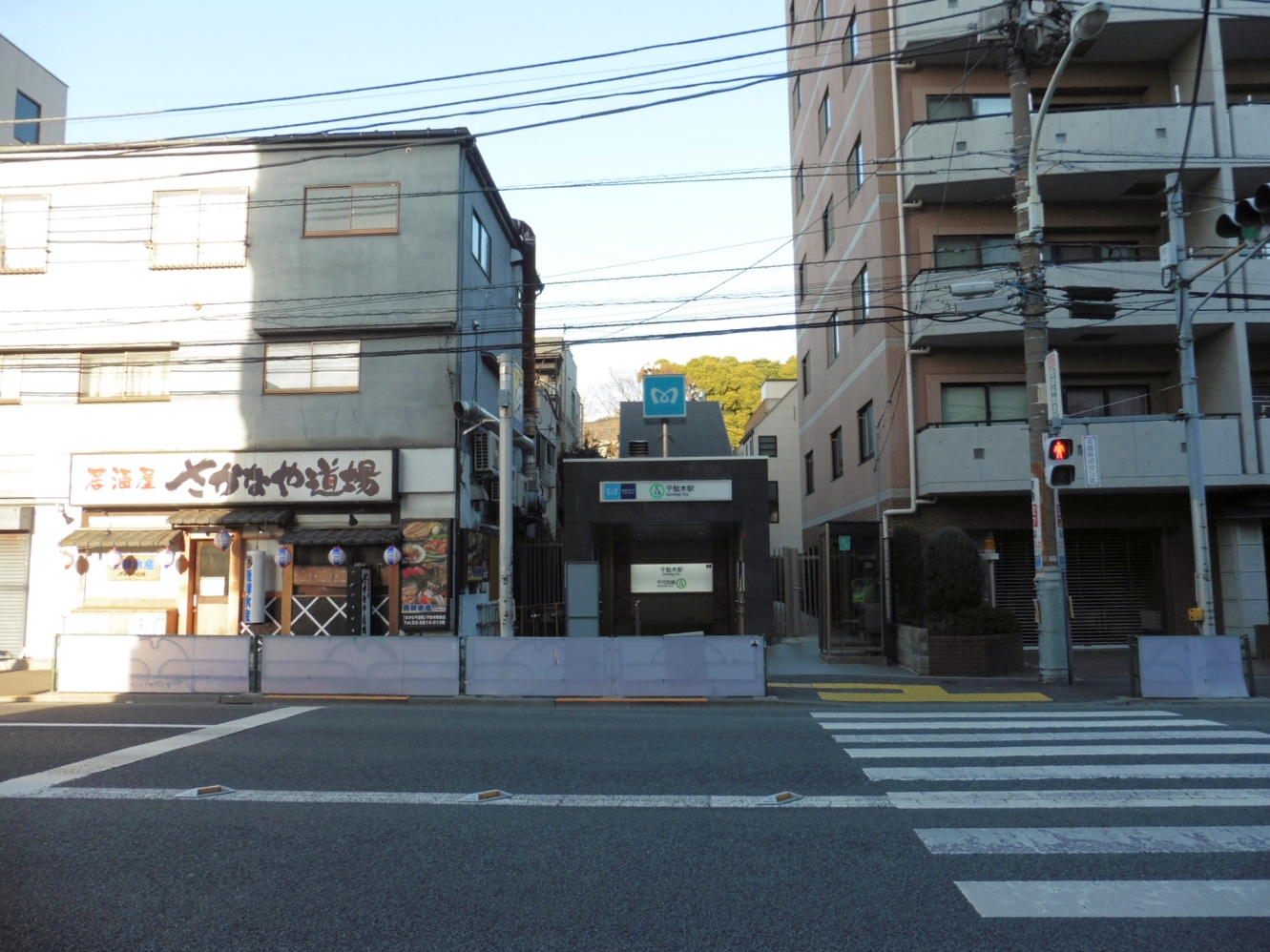
東京メトロ千代田線千駄木駅出入口2周辺【出入口右隣は「イトーピア千駄木ストーリア」、左隣は「さかなや道場千駄木駅前店」】（2018年3月）
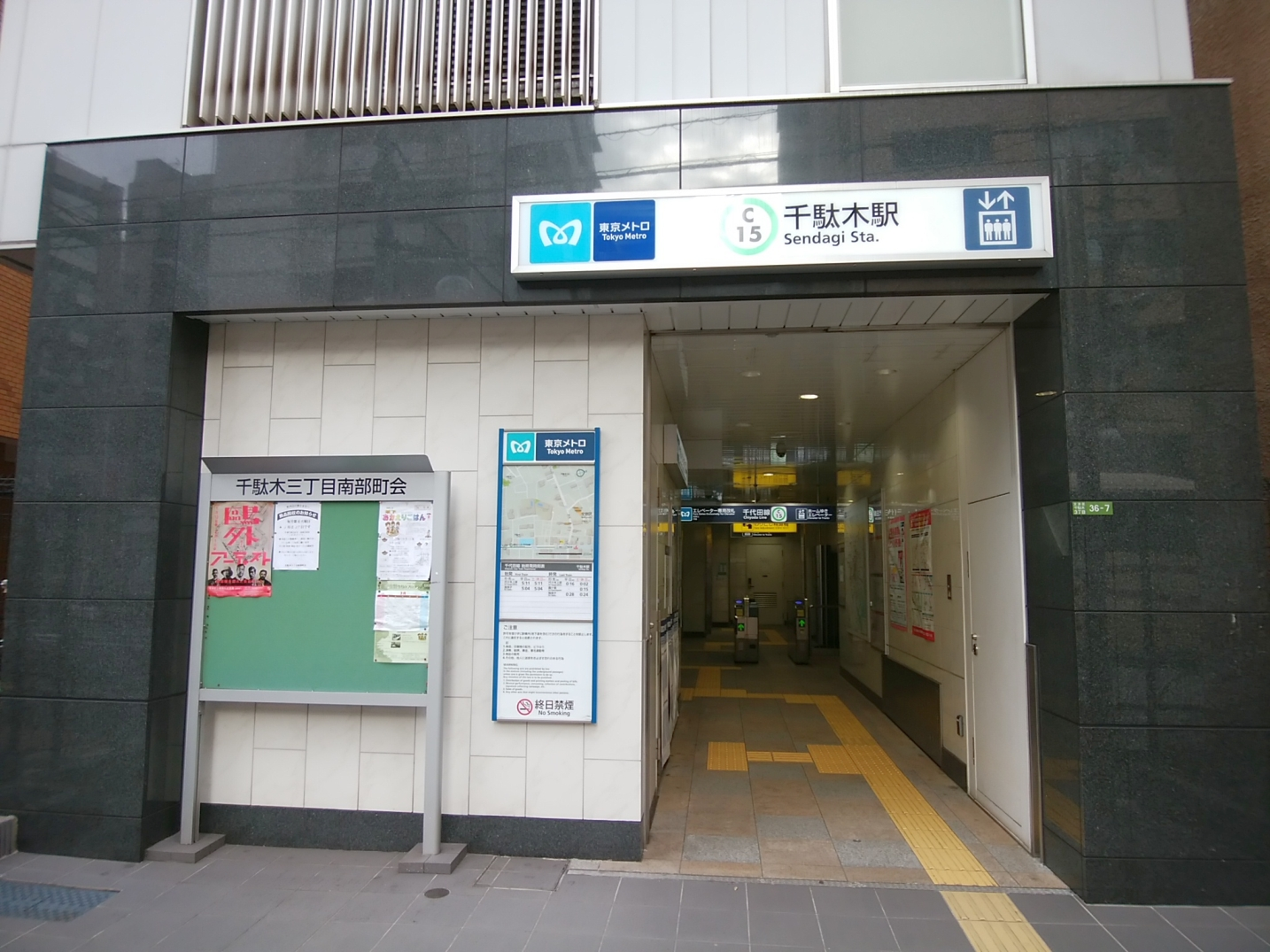
東京メトロ千代田線千駄木駅エレベータ専用改札出入口 【自動改札、自動券売機および自動精算機設置】（2018年3月）
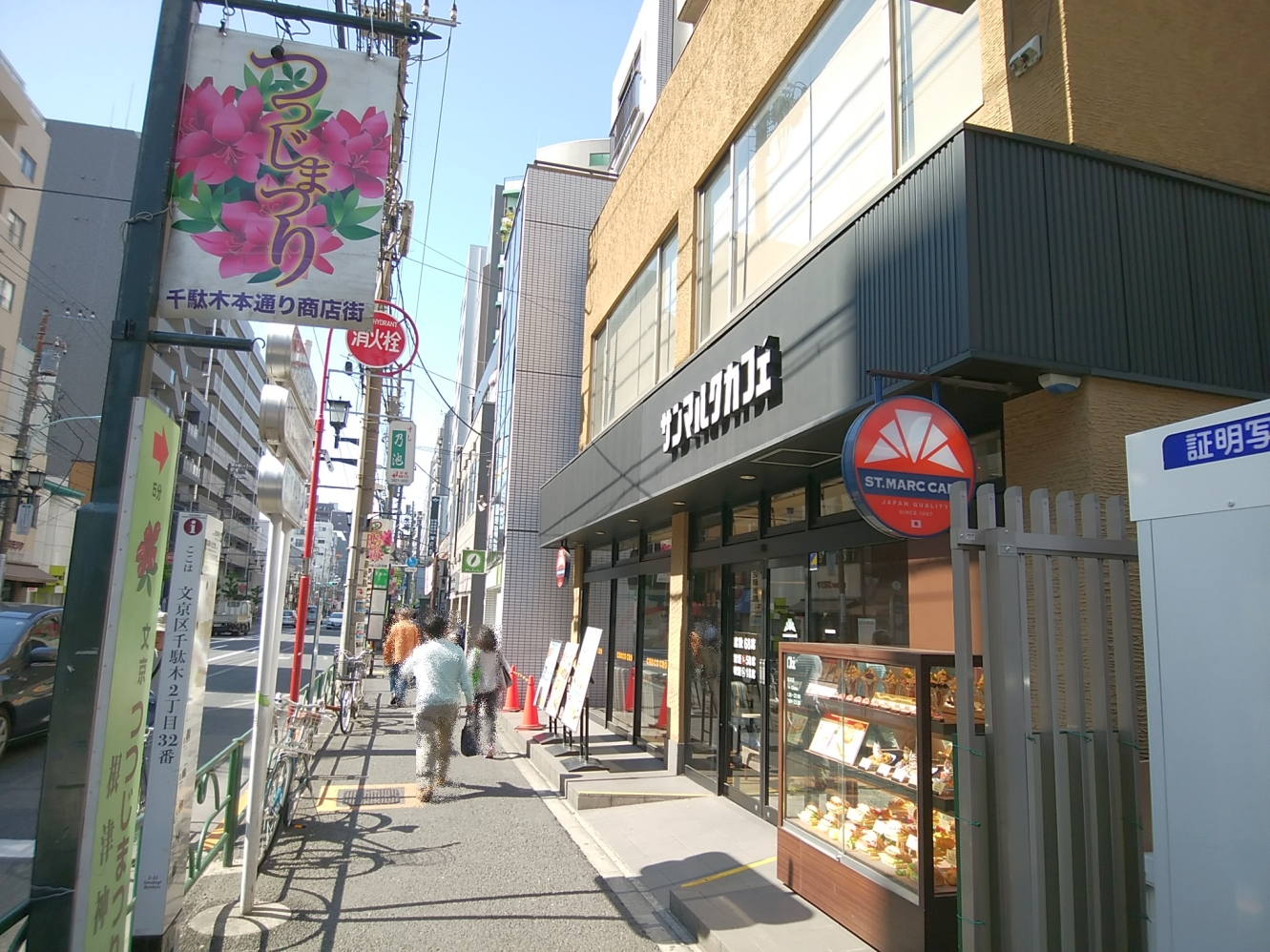
東京メトロ千代田線千駄木駅出入口1至近【不忍通り】（2018年4月）
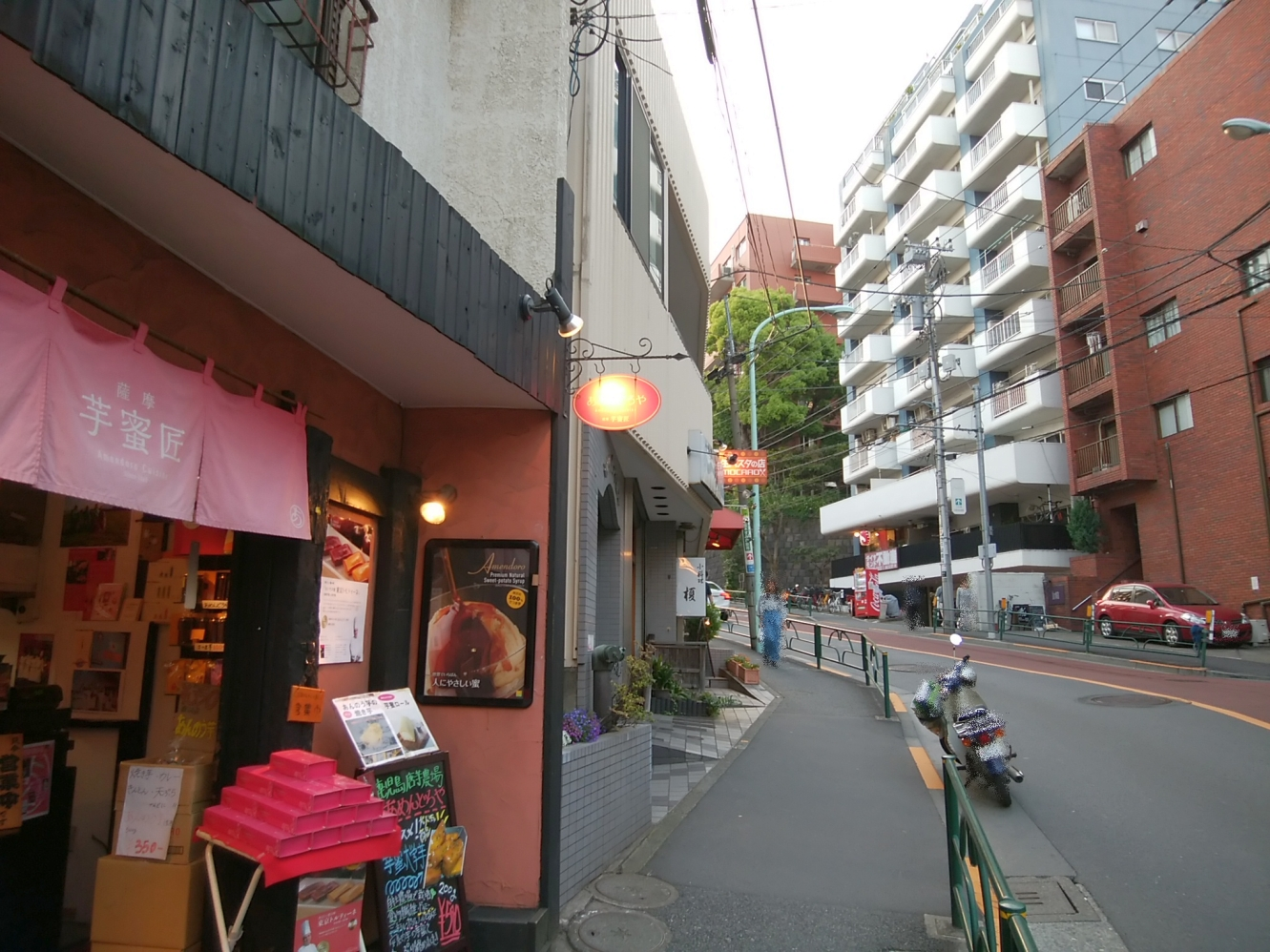
東京メトロ千代田線千駄木駅出入口1周辺【団子坂】（2018年4月）
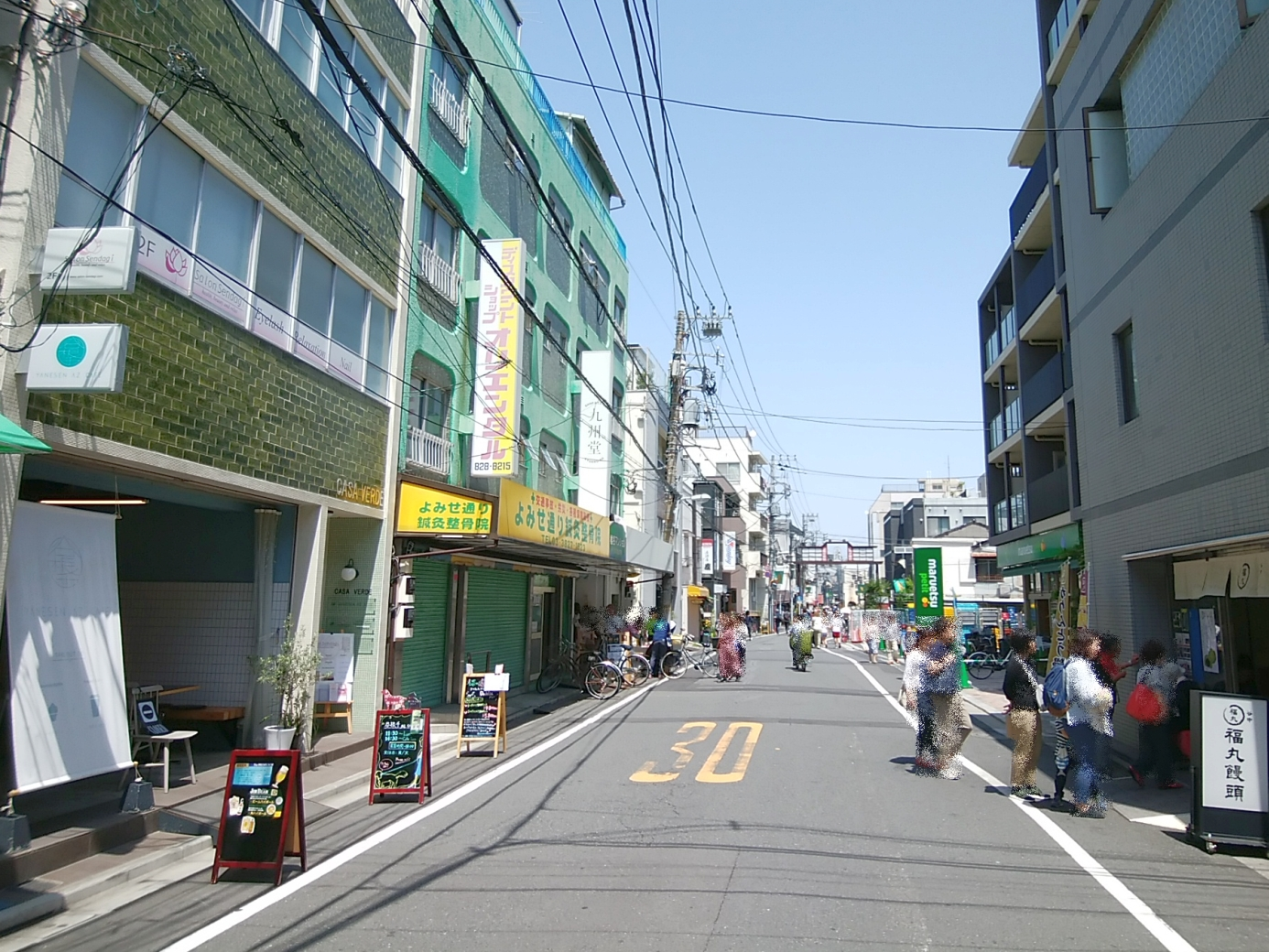
東京メトロ千代田線千駄木駅出入口2周辺【よみせ通り】（2018年4月）
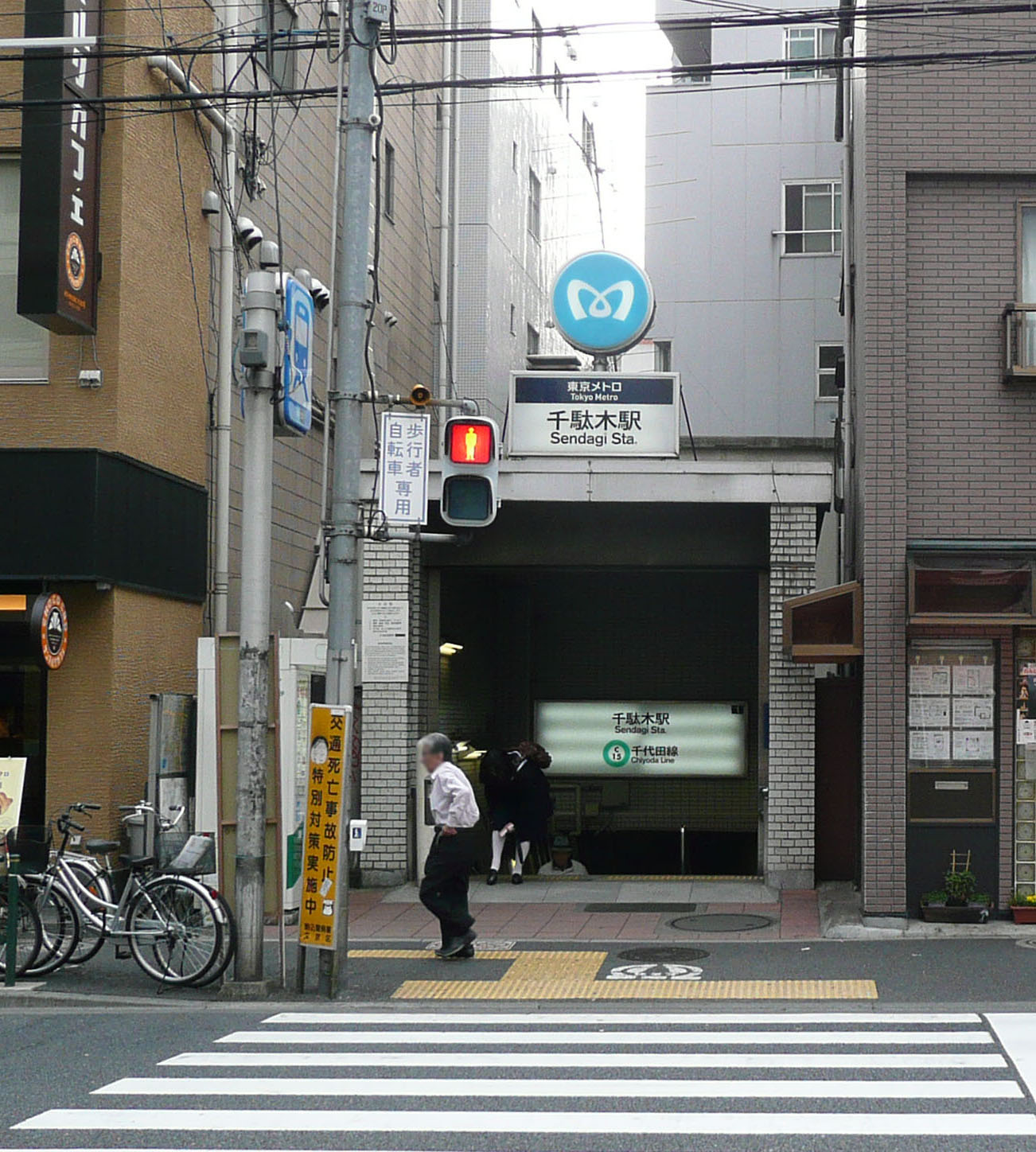
リニューアル前の東京メトロ千代田線千駄木駅1番出入口（2010年5月）

## 事業所
2021年（令和3年）現在の経済センサス調査による事業所数と従業員数は以下の通りである。
| 丁目         | 事業所数  | 従業員数 |
| ------------ | --------- | -------- |
| 千駄木一丁目 | 86事業所  | 3,457人  |
| 千駄木二丁目 | 270事業所 | 1,433人  |
| 千駄木三丁目 | 384事業所 | 3,271人  |
| 千駄木四丁目 | 101事業所 | 637人    |
| 千駄木五丁目 | 129事業所 | 907人    |
| 計           | 970事業所 | 9,705人  |

### 事業者数の変遷
経済センサスによる事業所数の推移。
| 年                 | 事業者数 |
| ------------------ | -------- |
| 2016年（平成28年） | 929      |
| 2021年（令和3年）  | 970      |

### 従業員数の変遷
経済センサスによる従業員数の推移。
| 年                 | 従業員数 |
| ------------------ | -------- |
| 2016年（平成28年） | 8,754    |
| 2021年（令和3年）  | 9,705    |

## 史跡等
- 文京区立森鷗外記念館 - 記念館が建つ場所は、森鷗外の旧居「観潮楼」跡地。観潮楼正門の門柱跡や森鷗外ゆかりの大イチョウが今でも残る。カフェを併設。明治期を代表する文豪の一人として知られる森鷗外は、明治25年（1892年）から亡くなる大正11年（1922年）までの長きにわたり当地に居を構え、永井荷風ら多くの文人も鷗外邸を訪ねた。鷗外の死後に邸宅は焼失、その後文京区立鷗外記念本郷図書館となり、現在に至る[21][50]。
- 夏目漱石旧居跡 - 現住所は向丘二丁目だが、旧町名は駒込千駄木町であり、千駄木と隣接。夏目漱石はイギリスから帰国後の明治36年から3年間当地に住み、処女作『吾輩は猫である』を執筆した。当地は現在日本医科大学同窓会館であるが、敷地内に夏目漱石旧居跡を示す記念碑があり、壁の上には小さな猫の像もある。作品の舞台となった旧居家屋は愛知県犬山市にある「博物館明治村」に移築され公開[51]。
- 高村光太郎旧居跡 - 高村光雲の長男で、詩人、彫刻家として活躍した高村光太郎の旧居跡[52]。
- 講談社発祥の地 - 明治42年（1909年）11月、野間清治は東京団子坂下の借家の門柱に「大日本雄辨會」の看板を掲げた[53]。
- 青鞜社発祥の地 - 平塚らいてうの首唱で、女性5人が発起人となり、明治44年（1911年）、18人を社員として青鞜社が結成された[54]。
- 団子坂 - 幕末から明治期にかけて行われた菊人形は、東京の秋を彩る観光イベントであった[32]。近くの「菊見せんべい総本店（wikidata）」も元々菊人形見物客向けのお土産屋から始まった[55]。また、当時近隣に住んでいた森鷗外、夏目漱石、江戸川乱歩といった文人の作品の中にも団子坂は登場する[56][57][58]。
- 旧安田楠雄邸庭園 - 安田楠雄は安田財閥の創始者・安田善次郎の孫に当たる。千駄木五丁目のお屋敷町にある（公益財団法人日本ナショナルトラストに寄贈され、修復管理し公開。[22]）。
- 文京区立須藤公園 - 江戸時代の加賀藩の支藩の大聖寺藩の屋敷跡。昭和8年（1933年）に須藤家が公園用地として東京市に寄付[20]。
- 太田摂津守の屋敷跡 千駄木ふれあいの杜（屋敷森） - 平成13年10月に開設された市民緑地（現在は所有者から寄附を受けた文京区が都市公園として設置）。[30]江戸時代は太田道灌の子孫である太田摂津守の下屋敷であった[59]。地元住民で構成する「千駄木の森を考える会」が文京区と協定で維持管理を、そして自然観察会といったイベントの企画・運営を行っている。
- 島薗邸 - 国登録有形文化財[建造物]島薗家住宅。第1、第3土曜、月2回公開[60][61]。
- 半床庵 - 都指定有形文化財[建造物]。大正10年（1921年）に現在地に移築。東京都指定有形文化財の茶席としては最も古く、かつ保存状態も極めて良好。都内に残る名席の一つとして貴重[62]。

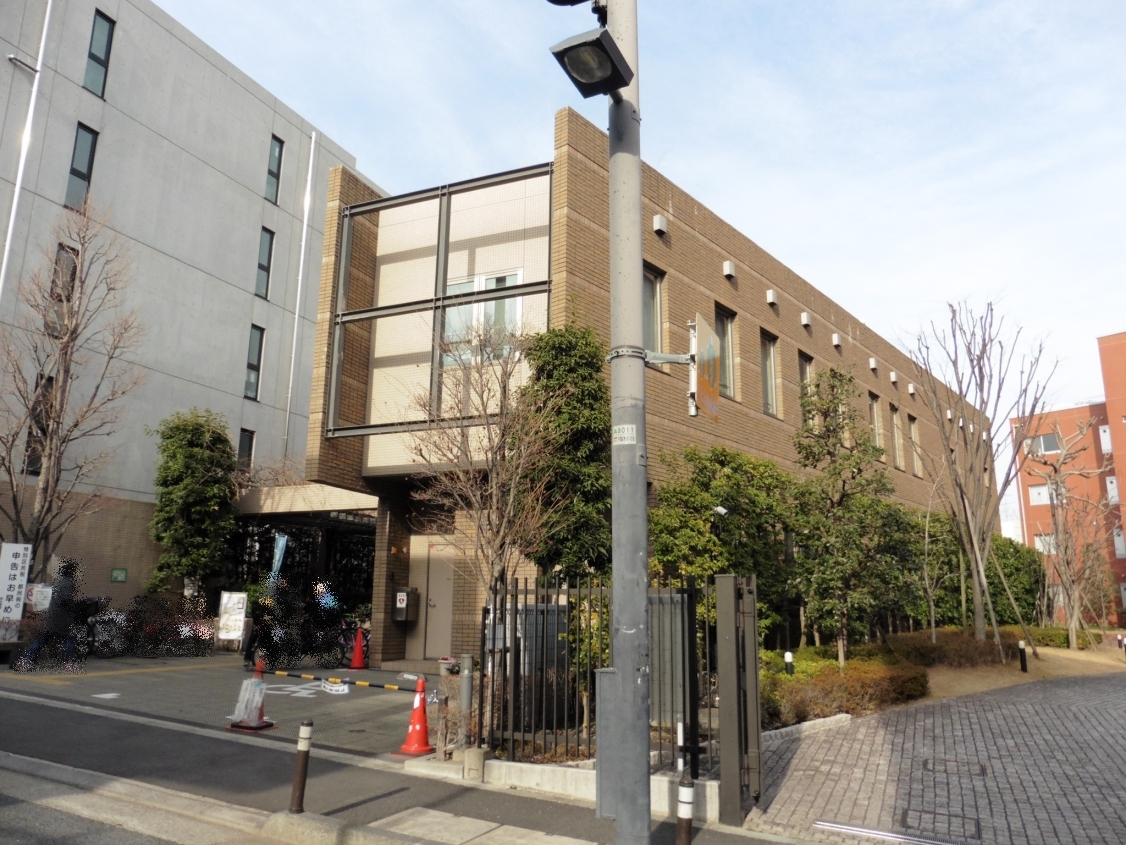
文京区立本郷図書館
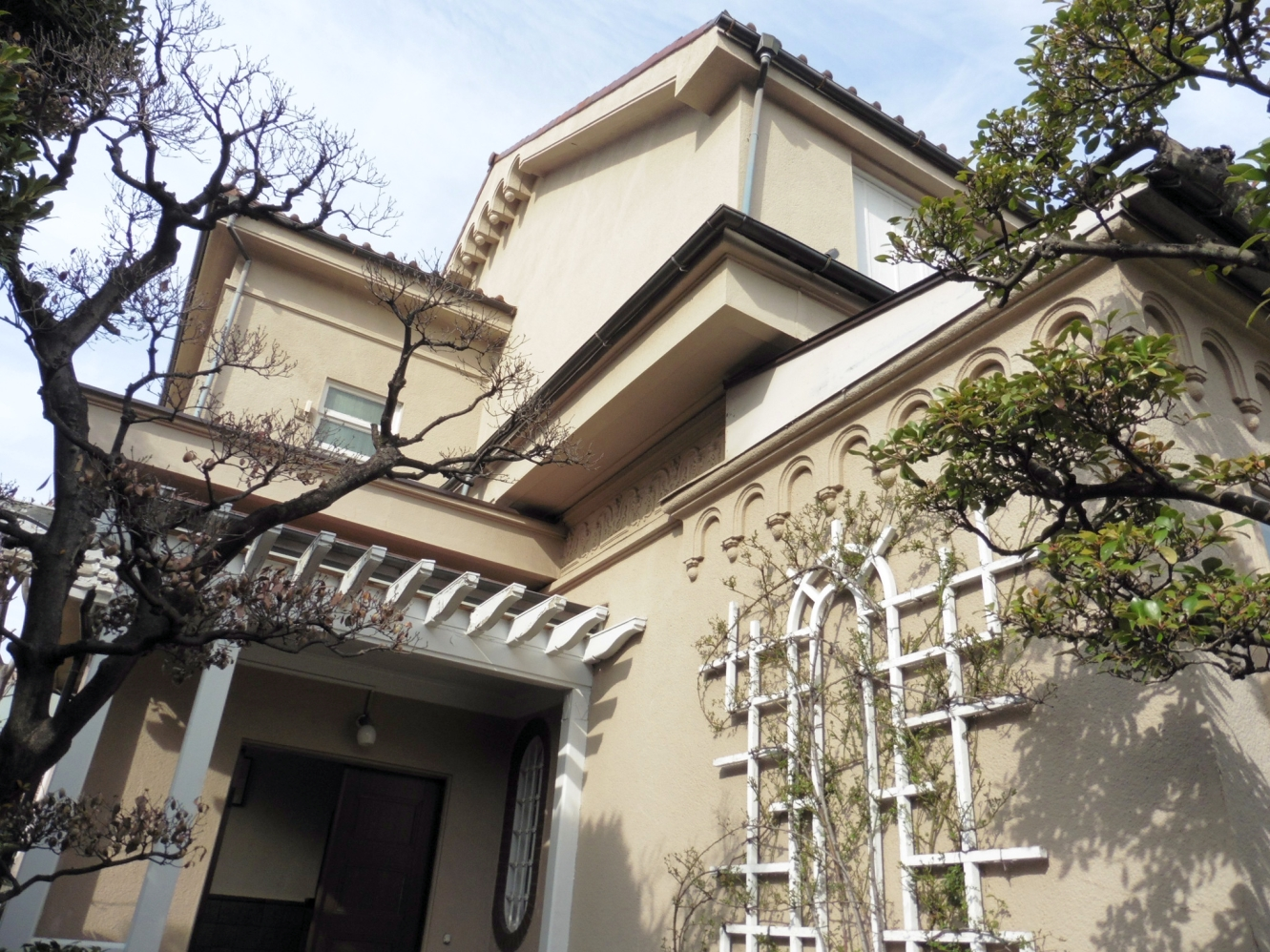
島薗邸
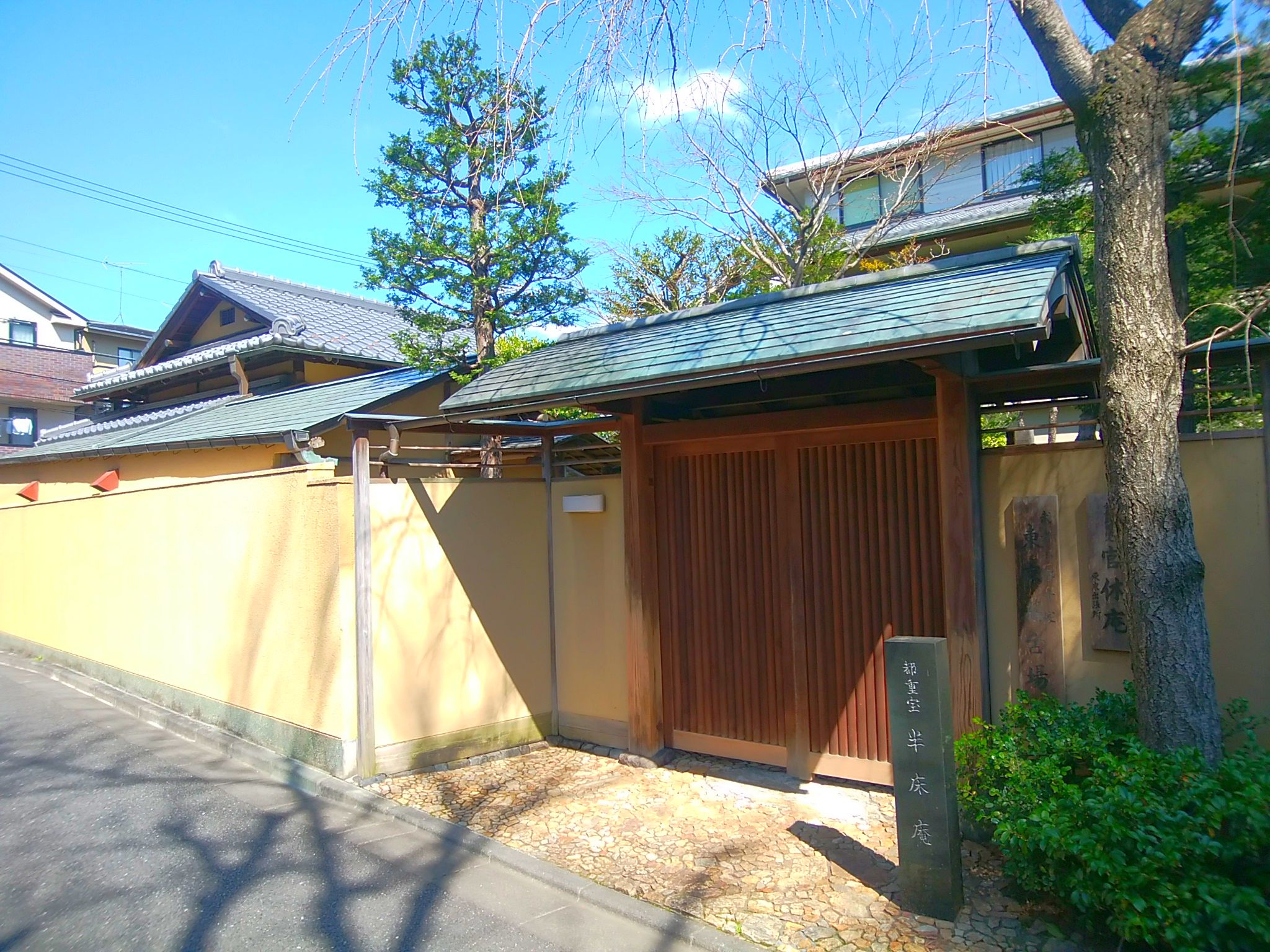
半床庵（都指定有形文化財[建造物]）
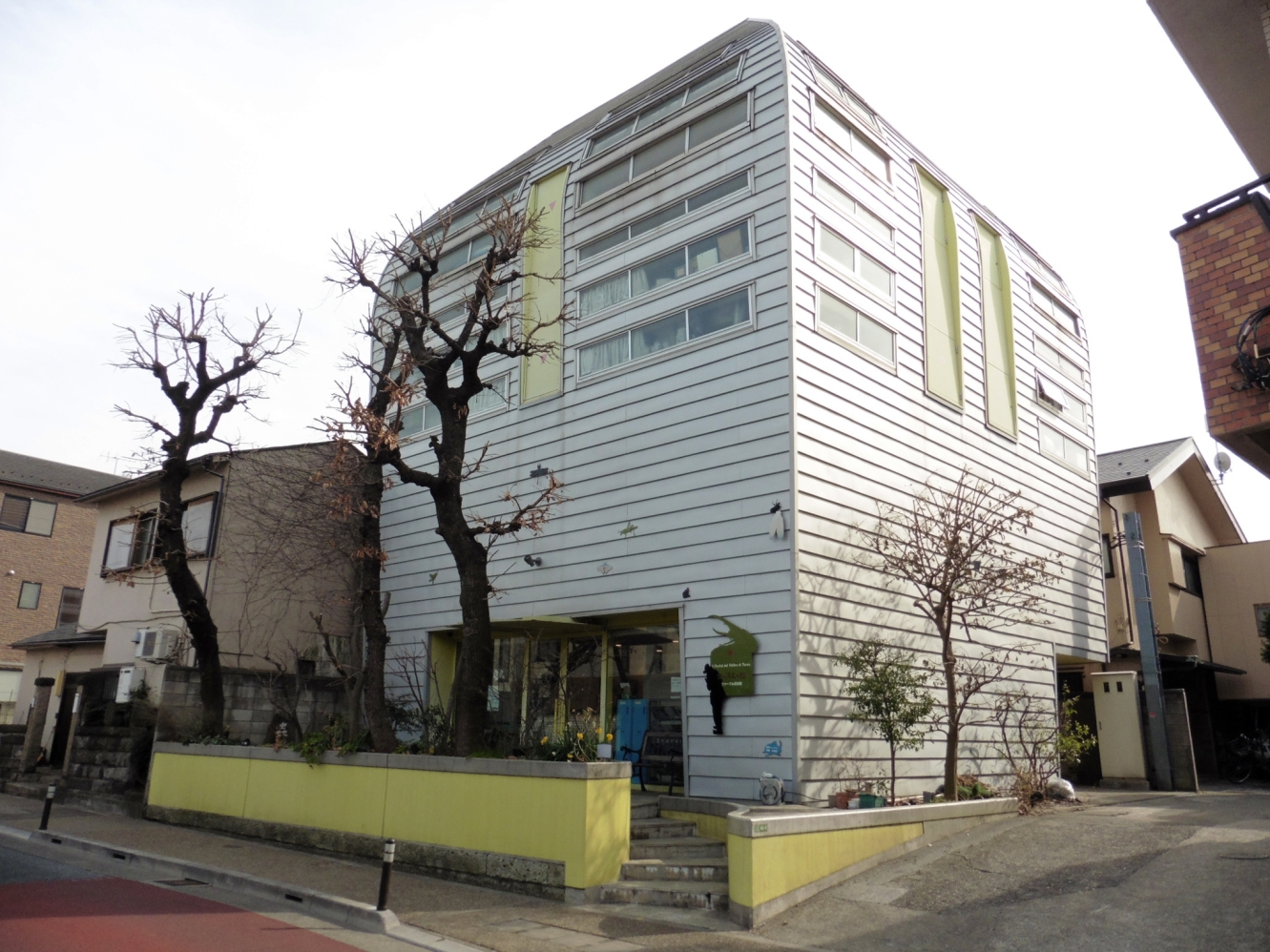
ファーブル資料館（「虫の詩人」ファーブルの南フランス、サン・レオン村の生家内部が再現され、ファーブルの直筆ノート、「ファーブル昆虫記」に因む標本などが展示[63]。）
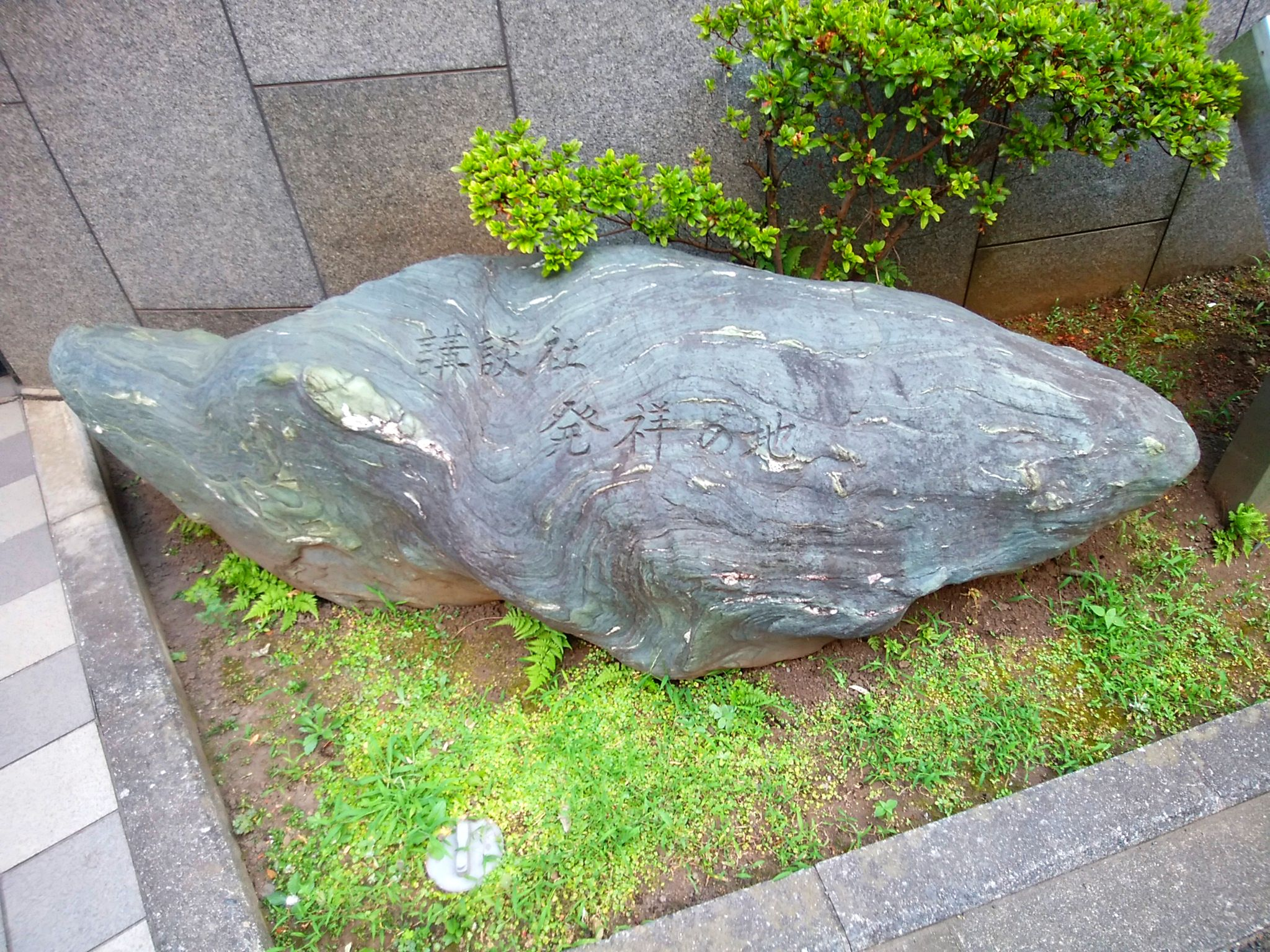
講談社発祥の地（記念碑）

## 施設

### 行政
- 文京区汐見地域活動センター
- 文京区保健サービスセンター本郷支所

### 教育
- 学校法人日本医科大学法人本部
- 日本医科大学千駄木キャンパス
- 東洋大学国際会館
- 駒込中学校・高等学校
- 文京区立汐見小学校
- 文京区立千駄木小学校
- 文京区立第八中学校
- 文京区立文林中学校

### 医療
- 日本医科大学付属病院（1910年、「日本医学校付属病院」として開設。1977年1月、日本初の救急救命センター設置認可＜厚生省認可第一号＞。）[64]

### 文化
- 文京区立本郷図書館（前身は、文京区が本郷区と小石川区に分かれていた1910年（明治43年）開設の東京市立本郷簡易図書館。全国的にも歴史ある図書館の一つ。現在の図書館敷地は、文京区が買収する前は宮城県の共済宿泊施設「萩風荘」で、戦前は岡本銀行頭取岡本善治邸であった）[65][66][67]。
- ファーブル資料館「虫の詩人の館」（「虫の詩人」ファーブルの南フランス、サン・レオン村の生家内部が再現され、ファーブルの直筆ノート、「ファーブル昆虫記」に因む標本などが展示）[63]。
- 岩田専太郎コレクション 金土日館（昭和の挿絵画家の第一人者として知られる岩田専太郎作品の原画と共に当時の書籍・雑誌を展示公開）[68]。

### 金融
- 文京千駄木三郵便局
- みずほ銀行根津支店
- みずほ銀行動坂支店

### 企業
- NTT東日本駒込データセンター[69]
- 日本政策金融公庫駒込高風荘[70]
- 株式会社サンマルクカフェ東京研修センター
- 株式会社日本工業経済新聞社
- 株式会社NJS日本住宅新聞社
- 新光ホールディングス株式会社
- 株式会社坂入産業
- 株式会社ウイニング
- 株式会社コシヅカハム
- 株式会社HAGI STUDIO（谷中にあるリノベーション施設HAGISO、hanareなどを運営）[71]
- 株式会社REC東京支店

### 宿泊
- Sakura Hotel Nippori（旧日本医科大学付属病院女子寮をコンバージョン）[72]

## 出身者
- 朝比奈正二郎 - 生物学者。
- 市村菊子 - 女優。
- 稲垣浩 - 映画監督。
- 宇多丸 - ラッパー。
- 桂ゆき - 画家。
- 葛原妙子 - 歌人。
- 小杉一雄 - 美術史学者。
- 小堀杏奴 - 随筆家。
- 佐田豊 - 俳優。
- 都賀静子 - 女優。
- 西江雅之 - 文化人類学者、言語学者。
- 西村俊一 - テレビプロデューサー。
- 物集和子 - 小説家。

## その他

### 日本郵便
- 郵便番号 : 113-0022[3]（集配局 : 本郷郵便局[73]）。